# Jarnail Singh (phóng viên)
Jarnail Singh là một phóng viên theo đạo Sikh, làm việc cho tạp chí tiếng Hindu Daini Jaran đã ném giày vào mặt Bộ trưởng Nội vụ Ấn Độ Palaniappan Chidambaram ngày 7 tháng 4 năm 2009. Jarnail đối chất với Chidambaram về vụ bạo loạn đẫm máu năm 1984.
Năm 1984, cựu thủ tướng Indira Gandhi bị chính những cận vệ người Sikh hạ sát. Cảnh bạo động diễn ra khắp nơi khiến 3.000 người thiệt mạng, phần lớn là người Sikh. Nhiều người buộc tội đảng Quốc đại đã lờ đi, thậm chí khích lệ những kẻ gây bạo loạn.

## Vụ ném giày
Singh là một nhà báo kỳ cựu, làm việc cho một trong những tờ nhật báo lớn nhất Ấn Độ - tờ Daini Jaran.
Trước khi ném giày, Singh hỏi ông Chidambaram về kết luận của ban điều tra về cuộc bạo động đẫm máu năm 1984 khiến khoảng 3.000 người chết. Ban điều tra kết luận một lãnh đạo của đảng Quốc đại không liên quan tới vụ việc này. Chidambaram nói ban điều tra là một tổ chức độc lập và chính phủ không hề có vai trò gì trong quyết định trên. Ông cũng kêu gọi công chúng kiềm chế.
Sau khi nghe câu trả lời, Singh ném chiếc giày thể thao màu xanh và trắng về phía Chidambaram và suýt trúng mặt ông ngày 7/4. Ông vẫn tiếp tục trả lời câu hỏi của phóng viên trong khi nhân viên an ninh lôi thủ phạm ra ngoài. Bộ trưởng lúc đó kêu gọi các phóng viên trật tự và nói rằng không nên để phản ứng quá khích của một phóng viên làm hỏng cuộc họp báo.
"Tôi chỉ muốn hỏi ông ấy là làm thế nào công lý có thể được thực thi, nhưng có vẻ ông ấy không quan tâm", phóng viên Singh cho biết sau đó. "Tôi không nghĩ hành động của bản thân là đúng đắn, song vấn đề về cuộc bạo lạn đó đáng được đưa ra". Singh đã được thả ngay sau khi cảnh sát thẩm vấn xong.
Singh không nói hành động của ông có "lấy cảm hứng" từ vụ ném giày vào cựu tổng thống Mỹ George W Bush bởi một phóng viên Iraq hay không. Phóng viên Iraq đã được giảm nhẹ mức án từ 3 năm xuống 1 năm.

## Chú tích
1. ↑  "Journalist throws shoe at Chidambaram". Truy cập ngày 15 tháng 11 năm 2015.
2. ↑  "Scribe lobs shoe at Chidambaram". Bản gốc lưu trữ ngày 11 tháng 4 năm 2009. Truy cập ngày 15 tháng 11 năm 2015.{{Chú thích web}}:  Quản lý CS1: bot: trạng thái URL ban đầu không rõ (liên kết)
3. ↑  "Star Of Mysore Online". Bản gốc lưu trữ ngày 16 tháng 7 năm 2011.
4. ↑  http://www.hindu.com/thehindu/holnus/000200904071922.htm%5B%5D
5. ↑  "Bản sao đã lưu trữ". Bản gốc lưu trữ ngày 10 tháng 4 năm 2009. Truy cập ngày 11 tháng 4 năm 2009.